# Oskar Kaufmann

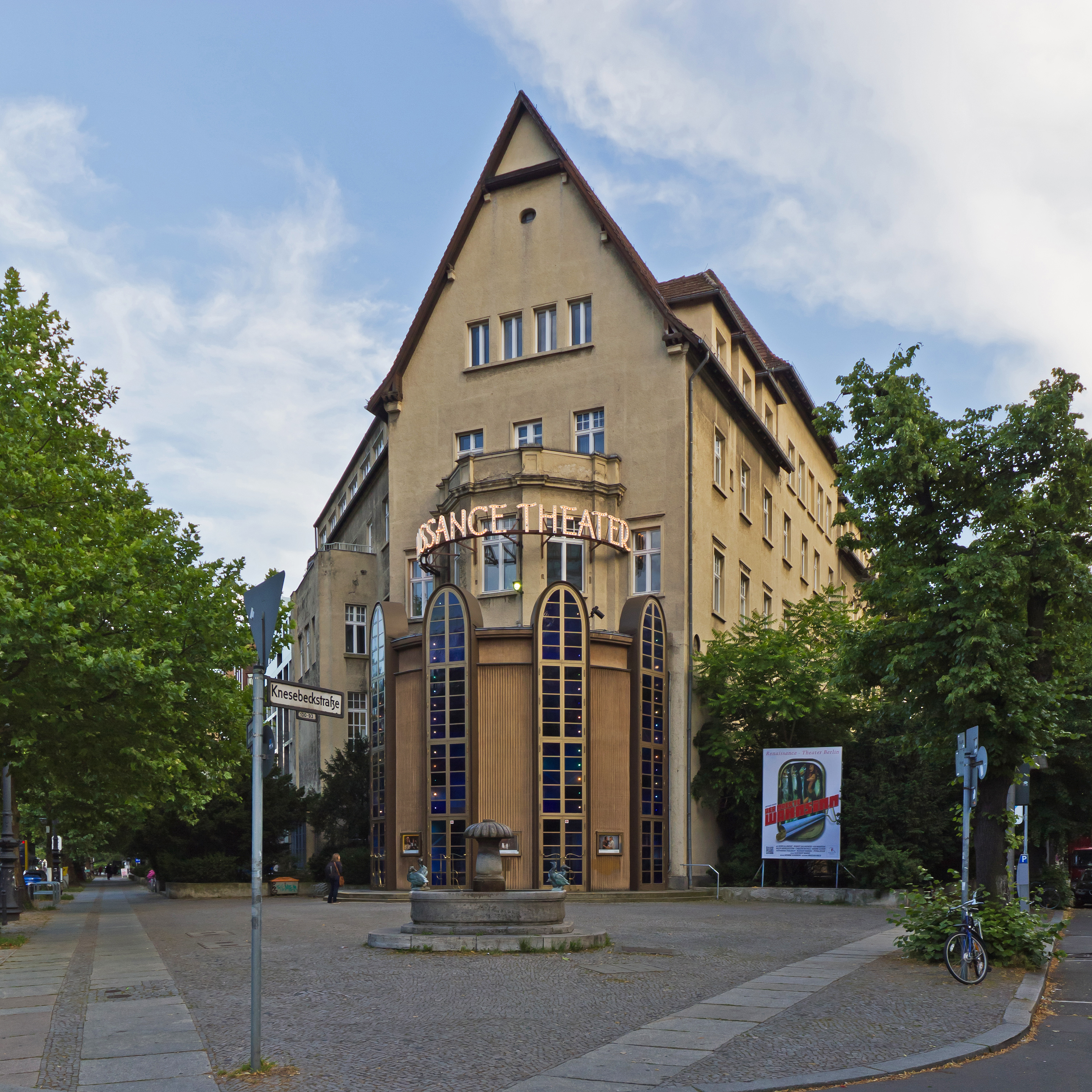
Teatro Renassaince Berlín.

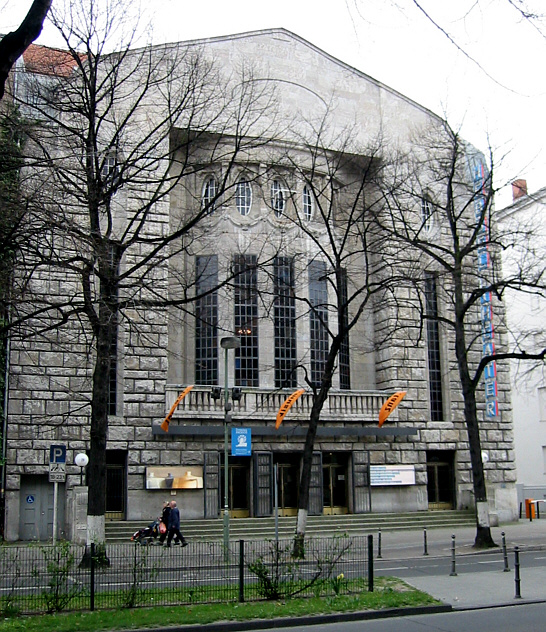
Teatro Hebbel Berlín.

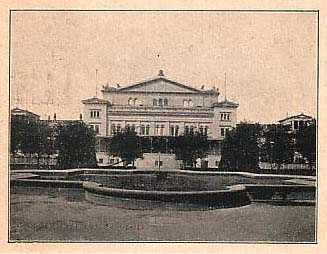
Krolloper, Berlín

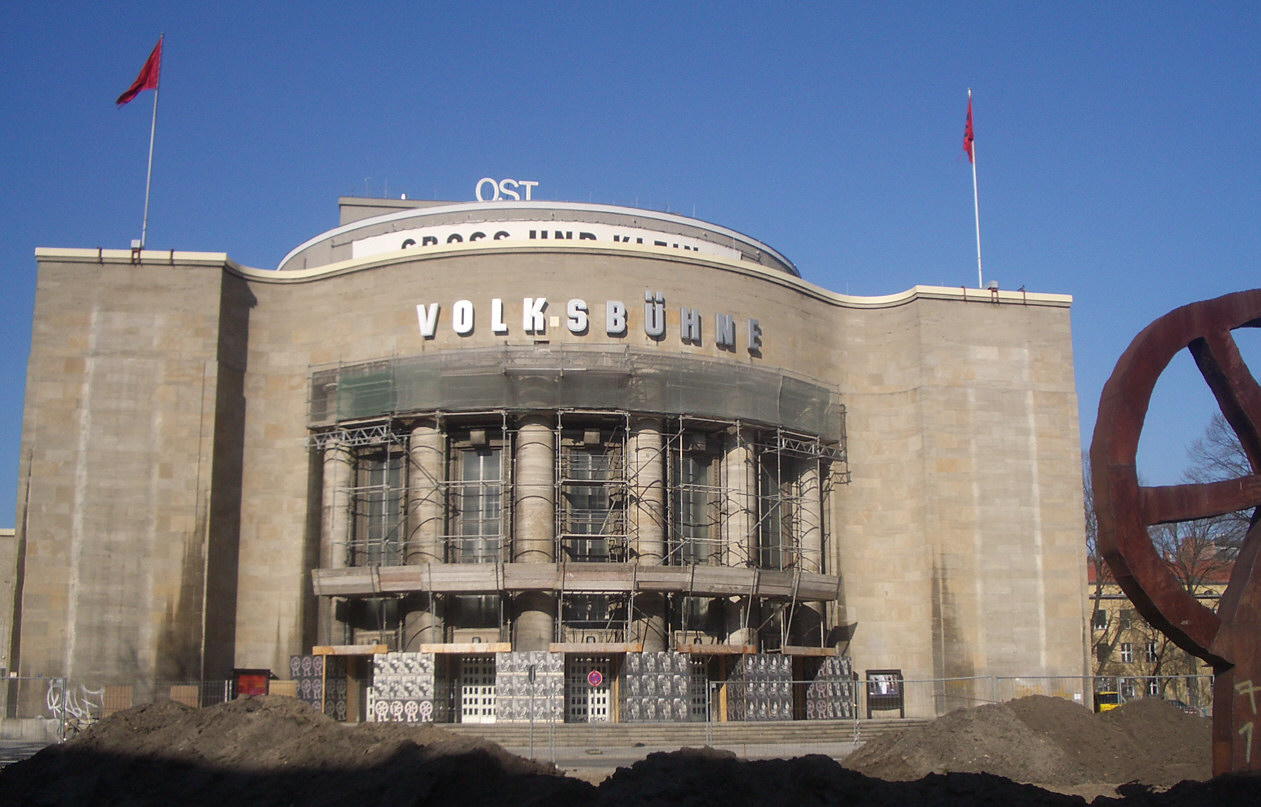
Volksbühne, am Rosa-Luxemburg-Platz.

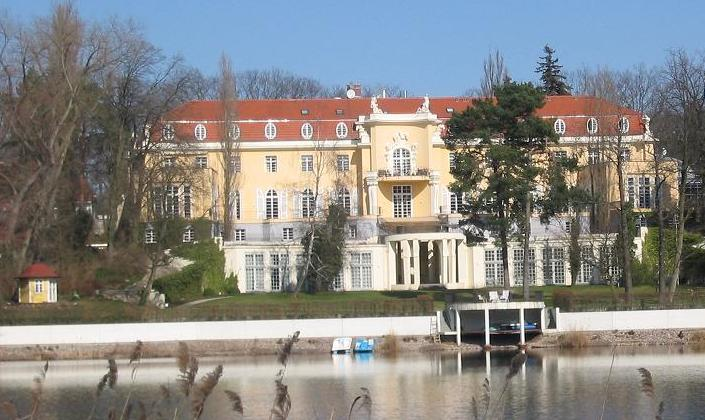
Villa Konschewski, Berlín.

Oskar Kaufmann (Arad, 2 de febrero de 1873 - Budapest, 8 de septiembre de 1956) fue un arquitecto húngaro con fundamental quehacer en la construcción de teatros en Berlín.
Entre sus obras fundamentales se encuentran el Teatro Hebbel, la Krolloper, el Renaissance Theater, el Volksbühne, Neue Stadttheater en Viena, y el Teatro Habima en Tel Aviv.
Nació en el seno de una prestigiosa familia judía de Hungría, estudió arquitectura en Budapest y en Alemania Karlsruhe. Se mantuvo como pianista para pagar su carrera trabando contacto con personalidades del quehacer teatral.
Para casarse con Emma Gönner, hija del alcalde de Baden-Baden debió convertirse al cristianismo. Se establecieron en Berlín donde trabajó en la firma de Bernhard Sehring. Diseño el teatro de Bielefeld. 
En 1908, fundó su propia firma en el distrito berlinés Schöneberg y construyó el Teatro Hebbel.
Cuando le fue negada la participación en el concurso para rediseñar la Opera berlinesa por no haberse naturalizado después de 30 años en Alemania, la decisión del jurado fue recibida con ira por sus colegas. No obstante, el no ser ciudadano alemán lo salvó de ser reclutado para la Primera Guerra Mundial.
En 1916 se asoció con el arquitecto Eugen Stolzer, ambos construyeron una serie de villas en los alrededores de Berlín que todavía pueden verse. Además construyó el Theater am Kurfürstendamm y la Krolloper entre 1920-1929. 
Con la ascensión del nazismo en 1933 emigró al Mandato Británico de Palestina donde levantó el Teatro Habima en Tel Aviv. Regresó a Europa en 1939 mudándose sucesivamente de Bucarest a Budapest donde su esposa murió en 1942 imposibilitada de resistir las condiciones de vida y persecución de los judíos. Kaufmann evitó la deportación en 1944, pero nunca logró el reconocimiento que había merecido en Alemania de preguerra.
Su última obra fue el Madách Theater en Budapest, terminada luego de su muerte.

## Obras principales
- Madách theatre -1956-60 - Budapest
- Erkel Theatre - 1951-52 - Budapest
- Ungarische Staatsoper (remodelación interna)- 1950 - Budapest
- Hyam House - 1935-37 - Haifa, Israel
- Ora Cinema - 1935-36 - Haifa, Israel
- Dunckelblum house -1934-36 - Tel Aviv, Israel
- Habimah theatre - 1933-35 -Tel Aviv, Israel
- Stadthalle - 1929-31 - Zielona Góra, Polonia
- Kroll Opera House - 1920-23, 1920-28, 1927-28, destruida
- Renaissancetheater - 1926-27 - Berlín
- Theater Tribüne - 1926-27 - Berlín, destruido
- Neues Schauspielhaus - 1925-26 - Königsgard, Polonia
- Sportpalast - 1925 -Berlín, destruido
- Villa Konschewski - 1922-24 - Berlín
- Komödie - 1922-24 - Berlín
- Theater am Kurfürstendamm - 1921-Berlín
- Volksbühne - 1910-16 - Berlín
- Geschäftshaus Lehnmann - 1913-14 - Berlín
- Wohnhaus - 1912-14 - Viena, Austria
- Cines 1912-13 Berlín, destruidos
- Geschäftshaus Stiller1910-11 - Berlín
- Stadttheater und Museum - 1909-11 - Bremerhaven
- Hebbel theatre1906-08 - Berlín, Germany
- Geschäftshaus - 1905-07 - Berlín, destruida